# Fuchsia furfuracea
Fuchsia furfuracea är en dunörtsväxtart som beskrevs av Ivan Murray Johnston. Fuchsia furfuracea ingår i släktet fuchsior, och familjen dunörtsväxter. Inga underarter finns listade i Catalogue of Life.